# Argemiro
Argemiro Pinheiro da Silva, ismertebb nevén Argemiro (Ribeirão Preto, 1915. június 3. – 1975. július 4.) brazil labdarúgó-fedezet.

## Pályafutása

### Klubcsapatokban
1931-ben, tizenhat évesen kezdte a pályafutását a Rio Pretóban. Jó teljesítményének köszönhetően 1935-ben szerződtette a Portuguesa Santista. Az 1938-as világbajnokság után Rio de Janeiróba ment a Vasco da Gamához.

### A válogatottban
Az első hivatalos nemzetközi mérkőzését 1938. június 14-én játszotta az 1938-as világbajnokságon a Csehszlovákia elleni megismételt találkozón. Az 1939–40-ben és 1940-ben a Copa Rocán is szerepelt. 1940-ben a Río Brancón is játszott. Utolsó mérkőzése az 1942-es Copa Américán volt.
Összesen 11 alkalommal szerepelt a brazil labdarúgó-válogatottban. Az 1938-as világbajnokságon a harmadik helyezést elért csapat tagja volt.